# Asymptotisch normalverteilt
In der asymptotischen Statistik wird eine Folge reeller Zufallsvariablen als asymptotisch normalverteilt bezeichnet, wenn die zugehörige Folge der standardisierten Zufallsvariablen in Verteilung gegen die Standardnormalverteilung
konvergiert.

## Definition
Für die asymptotische Normalverteilung einer Folge von Zufallsvariablen gibt es eine engere Definition, die nur auf Zufallsvariablen mit endlichen Varianzen anwendbar ist, und eine weitere Definition.

### Enge Definition
Eine Folge reeller Zufallsvariablen {\displaystyle (X_{n})_{n\in \mathbb {N} }} mit den Erwartungswerten {\displaystyle \mu _{n}} und den positiven und endlichen Varianzen {\displaystyle \sigma _{n}^{2}} für {\displaystyle n\in \mathbb {N} } heißt asymptotisch normalverteilt, falls 
{\displaystyle {\frac {X_{n}-\mu _{n}}{\sigma _{n}}}{\stackrel {\mathrm {V} }{\;\rightarrow \;}}{\mathcal {N}}(0,1)\;.}
Dabei bezeichnet {\displaystyle {\stackrel {\mathrm {V} }{\;\rightarrow \;}}} die Konvergenz in Verteilung für {\displaystyle n\to \infty } und {\displaystyle {\mathcal {N}}(0,1)} bezeichnet die Standardnormalverteilung.

### Weitere Definition
Eine Folge von reellen Zufallsvariablen {\displaystyle (X_{n})_{n\in \mathbb {N} }} heißt asymptotisch normalverteilt, wenn es Zahlenfolgen {\displaystyle (a_{n})_{n\in \mathbb {N} }} und {\displaystyle (b_{n})_{n\in \mathbb {N} }} gibt, wobei {\displaystyle b_{n}>0} für alle hinreichend großen Indizes {\displaystyle n} ist, so dass 
{\displaystyle {\frac {X_{n}-a_{n}}{b_{n}}}{\stackrel {\mathrm {V} }{\;\rightarrow \;}}{\mathcal {N}}(0,1)\;.}
Eine Kurzschreibweise für diesen Sachverhalt  ist  „{\displaystyle X_{n}} ist {\displaystyle {\mathcal {AN}}(a_{n},b_{n}^{2})}“.

## Eigenschaften
- Die Konvergenz der standardisierten Zufallsvariablen  {\displaystyle Z_{n}=(X_{n}-\mu _{n})/\sigma _{n}}  in Verteilung gegen die Standardnormalverteilung {\displaystyle {\mathcal {N}}(0,1)} ist in diesem Fall damit äquivalent, dass die Folge der Verteilungsfunktionen der standardisierten Zufallsvariablen an jeder Stelle gegen die Verteilungsfunktion {\displaystyle \Phi } der Standardnormalverteilung konvergiert, es gilt also

{\displaystyle \lim _{n\to \infty }F_{Z_{n}}(t)=\Phi (t),\quad {\text{für alle }}x\in \mathbb {R} }.
- Eine Folge standardisierter Zufallsvariablen muss nicht notwendig in Verteilung gegen eine nichtdegenerierte Verteilung konvergieren. Dies zeigt das Beispiel der Zufallsvariablen {\displaystyle X_{n}} für  {\displaystyle n\in \mathbb {N} } mit den durch

{\displaystyle P(X_{n}=0)=1-{\frac {1}{n}},\quad P(X_{n}=-{\sqrt {n}})=P(X_{n}={\sqrt {n}})={\frac {1}{2n}}}
definierten Wahrscheinlichkeitsverteilungen. Für diese gilt {\displaystyle X_{n}{\stackrel {\mathrm {V} }{\;\rightarrow \;}}\delta _{0}}, wobei {\displaystyle \delta _{0}} die Einpunktverteilung auf der Stelle 0 bezeichnet.
- Der Satz über Typenkonvergenz garantiert, dass die weitere Definition nicht zu anderen Verteilungstypen als Grenzverteilung führen kann.
- Während die enge Definition nur auf Folgen von Zufallsvariablen mit endlichen Varianzen anwendbar ist, umfasst die erweiterte Definition auch asymptotisch normalverteilte Folgen von Zufallsvariablen, die keine endlichen ersten und zweiten Momente besitzen. Sind beispielsweise die Verteilungsfunktionen von {\displaystyle X_{n}} für {\displaystyle n\in \mathbb {N} } durch

{\displaystyle F_{n}(t)=\left(1-{\frac {1}{n}}\right)\Phi (t)+{\frac {1}{n}}G(t),\quad t\in \mathbb {R} \;,}
gegeben, wobei {\displaystyle G} die Verteilungsfunktion der Standard-Cauchy-Verteilung bezeichnet, dann ist für alle {\displaystyle n\in \mathbb {N} } der Erwartungswert {\displaystyle \mathbb {E} [X_{n}]} nicht definiert, es gilt aber {\displaystyle \lim _{n\to \infty }F_{n}(t)=\Phi (t)} für alle {\displaystyle t\in \mathbb {R} } und damit {\displaystyle X_{n}{\stackrel {\mathrm {V} }{\;\rightarrow \;}}{\mathcal {N}}(0,1)}.

## Anwendungen
- Ein häufige Anwendung in der asymptotischen Statistik ist die asymptotische Normalität von Schätzfunktionen.

Dabei wird eine Schätzfunktion (ein Schätzer) {\displaystyle T_{n}=T_{n}(X_{1},\dots ,X_{n})} für einen Parameter {\displaystyle \theta \in \Theta } asymptotisch normal genannt, wenn für jeden Parameter {\displaystyle \theta \in \Theta } Folgen {\displaystyle (a_{n}(\theta ))_{n\in \mathbb {N} }} und {\displaystyle (b_{n}(\theta ))_{n\in \mathbb {N} }} existieren, so dass
{\displaystyle {\frac {T_{n}-a_{n}(\theta )}{b_{n}(\theta )}}{\stackrel {\mathrm {V} }{\;\rightarrow \;}}{\mathcal {N}}(0,1)}
gilt.
- Im Fall der asymptotischen Normalalität wird für endliches, aber hinreichend großes {\displaystyle n\in \mathbb {N} }  die Normalverteilung {\displaystyle {\mathcal {N}}(a_{n},b_{n}^{2})} als Approximation der Verteilung von {\displaystyle T_{n}} verwendet.
- Häufig liegt der Spezialfall

{\displaystyle {\sqrt {n}}(T_{n}-\theta ){\stackrel {\mathrm {V} }{\;\rightarrow \;}}{\mathcal {N}}(0,\sigma ^{2}(\theta )),\quad \theta \in \Theta }
mit {\displaystyle \sigma ^{2}(\theta )>0} vor. Der Schätzer {\displaystyle T_{n}} für {\displaystyle \theta } ist dann konsistent und asymptotisch normalverteilt. Manchmal wird dieser Spezialfall  zur Definition der asymptotischen Normalität eines Schätzer verwendet. Dadurch ist dann eine engeres Konzept als in der oben angegebenen Definition festgelegt.
- Für stochastisch unabhängige und identisch verteilte Bernoulli-Variablen {\displaystyle X_{1},\dots ,X_{n}} mit dem unbekannten Bernoulli-Parameter {\displaystyle p\in (0,1)} ist der Standardschätzer für den Parameter {\displaystyle p} das arithmetische Mittel {\displaystyle T_{n}={\bar {X}}_{n}}. Der zentrale Grenzwertsatz der Statistik impliziert

{\displaystyle {\sqrt {n}}(T_{n}-p){\stackrel {\mathrm {V} }{\;\rightarrow \;}}{\mathcal {N}}(0,p(1-p)),\quad p\in (0,1)\;.}
Also ist {\displaystyle T_{n}} asymptotisch normalverteilt.
- Für stochastisch unabhängige und identisch verteilte Zufallsvariablen {\displaystyle X_{1},\dots ,X_{n}} mit dem Erwartungswert {\displaystyle \mathbb {E} [X_{1}]=\theta \in \Theta =\mathbb {R} } und der Varianz {\displaystyle \mathrm {Var} [X_{1}]=\sigma ^{2}} mit {\displaystyle 0<\sigma ^{2}<\infty } ist das arithmetische Mittel {\displaystyle T_{n}={\bar {X}}_{n}} der Standardschätzer für den Parameter {\displaystyle \theta }. Der zentrale Grenzwertsatz der Statistik impliziert

{\displaystyle {\sqrt {n}}(T_{n}-\theta ){\stackrel {\mathrm {V} }{\;\rightarrow \;}}{\mathcal {N}}(0,\sigma ^{2}),\quad \theta \in \mathbb {R} \;,}
sodass {\displaystyle T_{n}} asymptotisch normalverteilt ist.